# Маркетингова стратегия
Маркетингова стратегия е процесът на планиране, който позволява на дадена организация да концентрира своите ограничени ресурси в най-добрите възможности за увеличаване на продажбите си и постигане на стабилно конкурентно предимство.
Следва да е центрирана около ключовото разбиране, че удовлетвореността на клиентите е основната цел, основната предпоставка за успеха на бизнеса.

## Тактики и действия
Всяка маркетингова стратегия се състои от добре обмислени поредици от тактики, които да направят маркетинговия план по-ефективен. Маркетинговите стратегии служат основно за подсилване и стабилизиране на маркетинговите планове, изготвени за да запълват пазарни нужди и да постигат маркетингови цели. Плановете и целите обикновено се проверяват за измерими резултати. Маркетинговите стратегии са динамични и интерактивни. Те са частично планирани и частично непланирани.
Основните тактики и действия на маркетинг стратегията са свързани с елементите на маркетинг микса и със стратегическото управление на организацията:
- разработка и развитие на продуктите,
- промоции,
- интернет маркетинг,
- реклама,
- дистрибуция и пласмент,
- ценообразуване (определяне на цените),
- управление на взаимоотношенията с клиентите (връзки с обществеността),
- определяне на маркетинговите цели на фирмата,
- определяне избора на целеви пазарни сегменти,
- позициониране на търговските марки,
- заделяне на ресурси,

и други.

## Видове стратегии
Маркетинговите стратегии могат да варират в зависимост от вида и състоянието на бизнеса, за който се отнасят. Съществуват различни схеми за категоризиране на някои общи стратегии.
1. Стратегии, основаващи се върху доминирането на пазара, в които фирмите се класифицират на база на пазарния им дял или на влиянието им върху даден отрасъл. Има четири вида стратегии за доминиране на пазара:
  - Лидерство
  - Претендиране
  - Последователност
  - Фокусиране
2. Общи „Портър“ стратегии – стратегии за размерите на стратегическия обхват и стратегическата сила. Стратегическият обхват се отнася до проникването на пазара, докато стратегическата сила се отнася до устойчивото конкурентно предимство на фирмата. Общата стратегия се състои от:
  - Разграничаване на продуктите
  - Сегментиране на пазара
3. Иновационни стратегии – отнасят се до степента на разработване на нови продукти от страна на фирмата и до въвеждането на нови бизнес модели. При тази схема съществува въпроса дали фирмата работи с най-модерните технологии и бизнес иновации. Съществуват три вида:
  - Пионери
  - Близки последователи
  - Закъснели последователи
4. Стратегии на растежа – тази схема се отнася до това как би следвало да расте и да се развива фирмата. Най-често срещаният начин за развитие на растежа на дадена фирма се състои от четири елемента:
  - Хоризонтална интеграция
  - Вертикална интеграция
  - Разнообразяване (диверсификация)
  - Интензификация